# Another Side of Bob Dylan
Another Side of Bob Dylan es el cuarto álbum de estudio del músico estadounidense Bob Dylan, publicado por la compañía discográfica Columbia Records en agosto de 1964. El álbum marcó un alejamiento con respecto a trabajos como The Freewheelin' Bob Dylan y The Times They Are A-Changin' en materia compositiva. La ruptura con la canción protesta despertó la crítica de figuras influyentes en la comunidad del folk como Irwin Silber, editor de Sing Out!, quien se quejó de que Dylan «ha perdido de algún modo el sentimiento de la gente y se ha enmarañado en la paranoia de la fama». 
A pesar de introducir nuevos cambios en materia compositiva que se materializaron un año después con su «conversión» eléctrica, Another Side of Bob Dylan obtuvo un menor éxito comercial con respecto a sus anteriores trabajos: alcanzó el puesto ocho en la lista de discos más vendidos del Reino Unido y el 43 en la lista estadounidense Billboard 200.

## Trasfondo
A lo largo de 1963, Bob Dylan trabajó en su primera libro. Varias editoriales se interesaron en ofrecerle un contrato; finalmente, su representante, Albert Grossman, decidió firmar con Macmillan. Aunque Tarantula tardó siete años en publicarse, la forma libre de sus poemas influyeron en su composición. El ejemplo más notable fue en una coda de seis versos a un poema como respuesta al asesinato de John F. Kennedy: «The colors of Friday were dull / as cathedral bells were gently burnin / strikin for the gentle / strikin for the kind / strikin for the crippled ones / an strikin for the blind». Dichos versos aparecieron poco tiempo después en «Chimes of Freedom», y según el biógrafo Clinton Heylin, «con este triste estribillo, Dylan pasó de ser un trovador de actualidad a poeta de la calle».
De forma paralela, Dylan se embarcó en un viaje durante tres semanas de febrero de 1964 a lo largo de los Estados Unidos. Montado en una furgoneta con varios amigos —Paul Clayton, Victor Maymudes y Pete Karman—, Dylan comenzó el viaje en Nueva York y paró en varios Estados antes de llegar a California. Según Heylin: «La principal motivación de este viaje era encontrar la inspiración suficiente para ir un paso más allá en la forma de la canción folk, si no en los bares, o hablando con los mineros, entonces mirando profundamente dentro de sí mismo». Dylan pasó mucho tiempo en la parte trasera de la furgoneta, trabajando en canciones con una máquina de escribir. Durante este viaje compuso «Chimes of Freedom», la cual finalizó a tiempo para estrenarla en un concierto en Denver. Durante el viaje también compuso «Mr. Tambourine Man».
La llegada de The Beatles a los Estados Unidos también supuso una piedra angular en la carrera musical de Dylan. Años más tarde, Maynudes recordó cómo Dylan «casi saltó fuera del coche cuando "I Want to Hold Your Hand" sonó en la radio» y cómo pareció perdido en sus pensamientos reproduciendo la canción en su cabeza. Aunque Al Aronowitz afirmó que Dylan calificó al grupo como «de chicle», The Beatles influyó en la música de Dylan, tal y como reconoció el músico en una entrevista en 1971: «Estábamos por Colorado, teníamos la radio puesta, y ocho canciones del top 10 eran de The Beatles... "I Wanna Hold Your Hand", todas aquellas del comienzo. Estaban haciendo cosas que nadie hacía. Sus acordes eran escandalosos, escandalosos, y las armonías lo hacían todo válido... Sabía que ellos estaban señalando la dirección de por dónde debía ir la música». Cuando Dylan regresó a Nueva York en marzo, alquiló una guitarra eléctrica. 
A medida que The Beatles influyeron en la música de Dylan y viceversa, su vida personal pasó por una serie de cambios significativos. Aunque sus apariciones en el escenario fueron menores, Dylan continuó su romance con la cantante Joan Baez. Poco después de regresar a Nueva York, el músico tuvo una discusión con Suze Rotolo, su novia, que puso fin a su relación. En una entrevista, Dylan admitió que después del fin de la relación, «estuve colocado, muy colocado durante un tiempo. Quiero decir, realmente muy colocado». Al respecto, una de sus primeras experiencias con drogas psicodélicas tuvo lugar en abril de 1964, cuando tomó por primera vez LSD. La experimentación temprana de Dylan con alucinógenos ha sido frecuentemente relacionada por algunos biógrafos con la evolución de sus composiciones, aunque el músico ha negado cualquier conexión.
Poco tiempo después, Dylan ofreció varios conciertos en Inglaterra y viajó a París, donde conoció a Nico. Nico, una modelo alemana de nombre real Christa Paffgen, le acompañó en un viaje que pasó por Alemania y terminó en Vernilya, una pequeña villa a las afueras de Atenas, donde terminó gran parte de las canciones que aparecieron en su siguiente trabajo. Nueve de estas canciones fueron grabadas a su retorno a Nueva York: «All I Really Want to Do», «Spanish Harlem Incident», «To Ramona», «I Shall Be Free No. 10», «Ballad in Plain D», «It Ain't Me, Babe», «Mama, You Been on My Mind», «Black Crow Blues» y «Denise, Denise». Dylan también completó otra canción titulada «I'll Keep It With Mine» que, según Nico, trata «sobre mí y mi pequeño bebé». Dylan ofreció la canción a Nico, que la grabó en el álbum Chelsea Girl en 1967.

## Grabación
Con el perfil comercial de Dylan al alza, Columbia instó al músico a publicar un nuevo disco. A su regreso a Nueva York, la discográfica ya había programado una sesión con Tom Wilson como productor. La primera y única sesión tuvo lugar en el estudio A de Columbia Studio Recordings en Nueva York el 9 de junio. Según el biógrafo Clinton Heylin, «mientras se pulía un par de botellas de Beaujolais», Dylan grabó catorce nuevas composiciones en una única noche, once de las cuales fueron elegidas para incluir en Another Side of Bob Dylan. Las tres que fueron rechazadas en última instancia fueron «Denise, Denise», «Mr. Tambourine Man» y «Mama, You Been on My Mind».
Ramblin' Jack Elliott estuvo presente durante parte de la sesión, y Dylan le pidió que cantase en «Mr. Tambourine Man». Según reconoció Elliott: «Me invitó a cantar con él en la canción, pero no me sabía las palabras salvo por el estribillo, de modo que solo canté la armonía con él en el estribillo». El resultado fue una única toma en la cual Dylan olvida algunas letras. Aunque la grabación fue rechazada, Dylan retomó la canción en las sesiones de Bringing It All Back Home.
Cuando Dylan grabó la toma principal de «My Back Pages», la sesión se había alargado hasta la una de la madrugada. El músico seleccionó las tomas maestras, y después de pequeñas modificaciones, el álbum fue secuenciado en poco tiempo.

## Canciones descartadas
Durante las sesiones de grabación de Another Side of Bob Dylan, el músico grabó un exceso de canciones que no aparecieron en el álbum. Entre las canciones descartadas figuran:
- «Mama, You Been On My Mind». Una toma completa fue grabada para Another Side of Bob Dylan, aunque finalmente fue rechazada por razones desconocidas. Descrita por el biógrafo Tim Riley como «el eco de un asunto que ha quedado atrás y que rebota en un par de curvas autoconscientes», «Mama, You Been On My Mind» fue versionada por artistas como Joan Baez, Judy Collins, Rod Stewart y Jeff Buckley. La versión de Dylan no apareció en una publicación oficial hasta el lanzamiento de The Bootleg Series Volumes 1-3 (Rare & Unreleased) 1961-1991 en 1991. Sin embargo, el músico la interprtó en varios conciertos de la época, ocasionalmente a dúo con Baez. Johnny Cash también versionó la canción en su álbum Orange Blossom Special, mientras que Linda Ronstadt incluyó otra versión en su álbum Hand Sown... Home Grown.
- «Mr. Tambourine Man». Aunque la canción fue regrabada para su siguiente álbum, Bringing It All Back Home, Sonny publicó la versión de Another Side of Bob Dylan en The Bootleg Series Vol. 7: No Direction Home: The Soundtrack en 2005. A diferencia de la versión incluida en Bringing It All Back Home, la primera toma de «Mr. Tambourine Man» incluye una introducción con armónica y la colaboración de Ramblin' Jack Elliott cantando a dúo en los coros. Dicha versión fue grabada en un disco de acetato y cedida de The Byrds a finales de 1964, con el fin de que el grupo publicase su propia versión.
- «Denise», una canción que utiliza la música de «Black Crow Blues» pero con una letra diferente.
- «California», otra canción que también utiliza la estructura básica de «Black Crow Blues». Una porción de «California» fue reutilizada en «Outlaw Blues», un tema incluido un año después en Bringing It All Back Home.

## Recepción
Previo a su publicación, Dylan estrenó sus nuevas canciones en el Newport Folk Festival en julio de 1964. El festival marcó el primer encuentro del músico con Johnny Cash, con quien pasó una noche ensayando juntos en la habitación de Joan Baez en el hotel Viking Motor Inn. Según Cash: «Estábamos tan felices de [finalmente] conocernos que estuvimos saltando sobre las camas como niños». Al día siguiente, Cash interpretó una versión de «Don't Think Twice, It's All Right» como parte de su repertorio y comentó al público: «Hemos estado tocándola en nuestros conciertos por todo el país, intentando hablar a los amigos sobre Bob, que creemos que es el mejor compositor de la época desde Pete Seeger. Claro que sí».
Aunque el público de Newport pareció disfrutar del nuevo material de Dylan, la prensa folk fue crítica con su actuación. Irwin Silber de Sing Out y David Horowitz criticaron la dirección musical de Dylan y lo acusaron de sucumbir a las presiones y las tentaciones de la fama. En una carta abierta al músico publicada en noviembre en Sing Out, Silber escribió: «Tus nuevas canciones parecen estar dirigidas ahora al interior, consciente de sí mismo, [...] parte de la parafernalia de la fama está poniéndote en tu camino». Por otra parte, Horowitz definió las canciones como «un fracaso rotundo del gusto de la conciencia autocrítica».
No obstante, tras su lanzamiento, Another Side of Bob Dylan obtuvo reseñas mixtas de la prensa musical que se mantuvieron de forma retrospectiva con el paso de los años. Varios críticos lo definieron como un álbum «de transición», y al respecto, el biógrafo Clinton Heylin comentó: «Dylan estaba simplemente demasiado cerca de las experiencias que estaba escribiendo para traducirlos en forma de arte. También estaba experimentando con las imágenes presentes en "Mr. Tambourine Man". "My Back Pages", el ejemplo menos exitoso del nuevo estilo, estaba repleto de imágenes de compuestos extraños: "cadáveres de evangelistas", "barcos confusos", etc.» En el mismo sentido, Tim Riley lo calificó como «un puente entre la retórica folkie y su troika de diatribas eléctricas. Un álbum rock sin guitarras eléctricas, un arquetipo folk que golpea el duro y resistente molde. Construidas sobre riffs repetidos y engatusadas por la ansiedad controlada de la voz de Dylan, las canciones funcionan con un ímpetu intelectualmente cargado. Es un álbum de transición con una mente propia». 
En su reseña para Allmusic, Stephen Thomas Erlewine lo definió como uno de los mejores trabajos de Dylan y escribió: «Tanto las letras como la música se han vuelto más profundas y Dylan está probando más cosas. Esto, en su construcción y actitud, apenas es estrictamente folk, aunque abarca mucho más que eso. El resultado es uno de sus mejores discos, un asunto íntimo y encantador». En el libro The Rolling Stone New Guide, editores de la revista escribieron: «Another Side of Bob Dylan muestra sus balada de amor/odio atormentadas, lo que sugiere que Dylan estaba empezando a superar la sencillez acústica. También sugirió que Dylan no era quizás el chico que te gustaría juntar con tu hermana».
A nivel comercial, Another Side of Bob Dylan obtuvo un éxito ligeramente inferior a The Times They Are a-Changin', publicado seis meses antes. El álbum alcanzó el puesto ocho en la lista de discos más vendidos del Reino Unido. Por otra parte, en los Estados Unidos llegó al puesto 42, la peor posición para un trabajo del músico hasta la publicación de Knocked Out Loaded en 1986.

## Lista de canciones
Todas las canciones escritas y compuestas por Bob Dylan. 
| Cara A |                           |          |  |
| N.º    | Título                    | Duración |  |
| 1.     | «All I Really Want to Do» | 4:04     |  |
| 2.     | «Black Crow Blues»        | 3:14     |  |
| 3.     | «Spanish Harlem Incident» | 2:24     |  |
| 4.     | «Chimes of Freedom»       | 7:10     |  |
| 5.     | «I Shall Be Free No. 10»  | 4:47     |  |
| 6.     | «To Ramona»               | 3:52     |  |

| Cara B |                                                         |          |  |
| N.º    | Título                                                  | Duración |  |
| 1.     | «Motorpsycho Nitemare»                                  | 4:33     |  |
| 2.     | «My Back Pages»                                         | 4:22     |  |
| 3.     | «I Don't Believe You (She Acts Like We Never Have Met)» | 4:22     |  |
| 4.     | «Ballad in Plain D»                                     | 8:16     |  |
| 5.     | «It Ain't Me Babe»                                      | 3:33     |  |

## Personal
Músicos
- Bob Dylan: voz, guitarra acústica, armónica y piano

Equipo de sonido
- Tom Wilson: productor

## Posición en listas
| País           | Lista           | Posición |
| -------------- | --------------- | -------- |
| Estados Unidos | Billboard 200   | 43       |
| Reino Unido    | UK Albums Chart | 8        |